# Грюнвальд, Адольф
Адольф Грюнвальд (нем. Adolf Grünwald; 5 августа 1826, Бриг, Австро-Венгрия, ныне Бжег, Польша — 5 января 1901, Берлин) — немецкий скрипач и музыкальный педагог.
Окончил Венскую консерваторию, ученик Йозефа Бёма, в 1844 и 1845 гг. был удостоен серебряных медалей, венская пресса в 1844 году отмечала его как одного из самых способных участников консерваторских отчётных концертов. В 1846 году вместе со своим соучеником Августом Кюндингером гастролировал в Нюрнберге.
Затем обосновался в Берлине и перешёл в большей степени к педагогической карьере, в том числе в Новой Академии музыки. Среди его учеников Фабиан Рефельд и Оскар Ридинг. Автор многочисленных упражнений и этюдов.
Грюнвальду посвящён фортепианный квартет Альберта Беккера (1881).